# Pentling
Pentling – miejscowość i gmina w Niemczech, w kraju związkowym Bawaria, w rejencji Górny Palatynat, w regionie Ratyzbona, w powiecie Ratyzbona. Leży około 5 km na południowy zachód od Ratyzbony, nad Dunajem, przy autostradzie A93, drodze B16.

## Dzielnice
W skład gminy wchodzą następujące dzielnice: 
- Pentling
- Großberg
- Niedergebraching
- Graßlfing
- Matting
- Hohengebraching
- Poign
- Neudorf
- Seedorf
- Hölkering

## Współpraca
Miejscowości partnerskie:
- Civrieux-d’Azergues, Francja
- Corciano, Włochy